# Tour de San Juan 2020
La 38e édition du Tour de San Juan (officiellement : Vuelta Ciclista a la Provincia de San Juan) a lieu du 26 janvier au 2 février 2020 en Argentine. L'épreuve se déroule dans la Province de San Juan incluant sept étapes tracées sur 1 005,2 kilomètres.
La course fait partie du calendrier UCI ProSeries 2020 en catégorie 2.Pro.

## Présentation

### Équipes
Classée en catégorie 2.1 de l'UCI America Tour, la course est par conséquent ouverte aux WorldTeams dans la limite de 50 % des équipes participantes, aux équipes continentales professionnelles, aux équipes continentales et aux équipes nationales.
27 équipes participent à la course - 6 WorldTeams, 5 ProTeams, 9 équipes continentales et 7 équipes nationales :
| WorldTeams (6)- Bora-Hansgrohe - Deceuninck-Quick Step - Movistar Team - Israel Start-Up Nation - UAE Team Emirates - Cofidis ProTeams (5)- Androni Giocattoli-Sidermec - Bardiani CSF Faizanè - Vini Zabù-KTM - Rally Cycling - Euskaltel-Euskadi Équipes continentales (9)- Medellín - Colombia Tierra de Atletas-GW Bicicletas - Agrupación Virgen de Fátima-SaddleDrunk - Municipalidad de Pocito - Municipalidad de Rawson - Sindicato de Empleados Públicos de San Juan - Transportes Puertas de Cuyo - Tavira - Amore & Vita-Prodir Équipes nationales (7)- Italie - Argentine - Russie - Panama - Venezuela - Brésil - Pérou |
| |

### Favoris
Le vainqueur de l'an passé Winner Anacona n'est pas invité. Julian Alaphilippe et Remco Evenepoel de l'équipe Deceuninck-Quick Step sont les principaux favoris, avec Carlos Betancur de Movistar. Óscar Sevilla troisième l'an passé, et Brandon McNulty sont susceptibles de faire un bon classement général.

## Étapes
| Étape     | Date     | Villes étapes                           | type                        | Distance (km) | Vainqueur d'étape | Leader du classement général |
| --------- | -------- | --------------------------------------- | --------------------------- | ------------- | ----------------- | ---------------------------- |
| 1re étape | 26 janv. | San Juan – San Juan                     | étape vallonnée             | 168           | Rudy Barbier      | Rudy Barbier                 |
| 2e étape  | 27 janv. | Pocito – Pocito                         | étape de plaine             | 168,7         | Fernando Gaviria  | Fernando Gaviria             |
| 3e étape  | 28 janv. | villa Ibáñez – Punta Negra Dam          | contre-la-montre individuel | 15,2          | Remco Evenepoel   | Remco Evenepoel              |
| 4e étape  | 29 janv. | San José de Jáchal – villa San Agustín  | étape de moyenne montagne   | 189           | Fernando Gaviria  | Remco Evenepoel              |
|           | 30 janv. | Jour de repos                           | Jour de repos               |               |                   |                              |
| 5e étape  | 31 janv. | villa San Martín – Alto Colorado        | étape de montagne           | 169,5         | Miguel Flórez     | Remco Evenepoel              |
| 6e étape  | 1 fév.   | San Juan – Circuit de San Juan Villicum | étape de plaine             | 155           | Zdeněk Štybar     | Remco Evenepoel              |
| 7e étape  | 2 fév.   | San Juan – San Juan                     | étape de plaine             | 141,3         | Fernando Gaviria  | Remco Evenepoel              |

## Déroulement de la course

### 1reétape
Une échappée de onze coureurs obtient plus de trois minutes d'avance. Nicolás Paredes prend les points du grimpeur. Les échappés sont rejoints par le peloton dans les derniers quarante kilomètres. Alors que l'équipe Cofidis était à l'avant du peloton, un spectateur fait chuter Christophe Laporte à 3,4 km de l'arrivée et entraîne d'autres coureurs dont Remco Evenepoel, ce qui déstabilise le train des équipes de sprinteurs. Manuel Belletti de l'équipe Androni est à l'avant dans le dernier hectomètre, quand Rudy Barbier réussit à le dépasser sur la ligne.
| \| Classement de l'étape \| Classement de l'étape \| Classement de l'étape \| Classement de l'étape \| Classement de l'étape \| \| Coureur \| Coureur \| Pays \| Équipe \| Temps \| \| --------------------- \| --------------------- \| --------------------- \| --------------------------- \| --------------------- \| \| 1er \| Rudy Barbier \| France \| Israel Start-Up Nation \| 3 h 45 min 14 s \| \| 2e \| Manuel Belletti \| Italie \| Androni Giocattoli-Sidermec \| + 0 s \| \| 3e \| Tomás Contte \| Argentine \| Municipalidad de Pocito \| + 0 s \| \| 4e \| Sebastián Molano \| Colombie \| UAE Team Emirates \| + 0 s \| \| 5e \| Álvaro Hodeg \| Colombie \| Deceuninck-Quick Step \| + 0 s \| \| 6e \| Peter Sagan \| Slovaquie \| Bora-Hansgrohe \| + 0 s \| \| 7e \| Roman Maikin \| Russie \| Russie \| + 0 s \| \| 8e \| Luca Wackermann \| Italie \| Vini Zabù-KTM \| + 0 s \| \| 9e \| Fernando Gaviria \| Colombie \| UAE Team Emirates \| + 0 s \| \| 10e \| Cyril Lemoine \| France \| Cofidis \| + 0 s \| |                  |           |                             |                 |
| |                  |           |                             |                 |
| Source : ProCyclingStats |                  |           |                             |                 |
| Classement de l'étape |                  |           |                             |                 |
| Coureur | Coureur          | Pays      | Équipe                      | Temps           |
| 1er | Rudy Barbier     | France    | Israel Start-Up Nation      | 3 h 45 min 14 s |
| 2e | Manuel Belletti  | Italie    | Androni Giocattoli-Sidermec | + 0 s           |
| 3e | Tomás Contte     | Argentine | Municipalidad de Pocito     | + 0 s           |
| 4e | Sebastián Molano | Colombie  | UAE Team Emirates           | + 0 s           |
| 5e | Álvaro Hodeg     | Colombie  | Deceuninck-Quick Step       | + 0 s           |
| 6e | Peter Sagan      | Slovaquie | Bora-Hansgrohe              | + 0 s           |
| 7e | Roman Maikin     | Russie    | Russie                      | + 0 s           |
| 8e | Luca Wackermann  | Italie    | Vini Zabù-KTM               | + 0 s           |
| 9e | Fernando Gaviria | Colombie  | UAE Team Emirates           | + 0 s           |
| 10e | Cyril Lemoine    | France    | Cofidis                     | + 0 s           |

| \| Classement général \| Classement général \| Classement général \| Classement général \| Classement général \| \| Coureur \| Coureur \| Pays \| Équipe \| Temps \| \| ------------------ \| ------------------ \| ------------------ \| --------------------------- \| ------------------ \| \| 1er \| Rudy Barbier \| France \| Israel Start-Up Nation \| 3 h 45 min 14 s \| \| 2e \| Manuel Belletti \| Italie \| Androni Giocattoli-Sidermec \| + 4 s \| \| 3e \| Tomás Contte \| Argentine \| Municipalidad de Pocito \| + 6 s \| \| 4e \| Sebastián Molano \| Colombie \| UAE Team Emirates \| + 10 s \| \| 5e \| Álvaro Hodeg \| Colombie \| Deceuninck-Quick Step \| + 10 s \| \| 6e \| Peter Sagan \| Slovaquie \| Bora-Hansgrohe \| + 10 s \| \| 7e \| Roman Maikin \| Russie \| Russie \| + 10 s \| \| 8e \| Luca Wackermann \| Italie \| Vini Zabù-KTM \| + 10 s \| \| 9e \| Fernando Gaviria \| Colombie \| UAE Team Emirates \| + 10 s \| \| 10e \| Cyril Lemoine \| France \| Cofidis \| + 10 s \| |                  |           |                             |                 |
| |                  |           |                             |                 |
| Source : ProCyclingStats |                  |           |                             |                 |
| Classement général |                  |           |                             |                 |
| Coureur | Coureur          | Pays      | Équipe                      | Temps           |
| 1er | Rudy Barbier     | France    | Israel Start-Up Nation      | 3 h 45 min 14 s |
| 2e | Manuel Belletti  | Italie    | Androni Giocattoli-Sidermec | + 4 s           |
| 3e | Tomás Contte     | Argentine | Municipalidad de Pocito     | + 6 s           |
| 4e | Sebastián Molano | Colombie  | UAE Team Emirates           | + 10 s          |
| 5e | Álvaro Hodeg     | Colombie  | Deceuninck-Quick Step       | + 10 s          |
| 6e | Peter Sagan      | Slovaquie | Bora-Hansgrohe              | + 10 s          |
| 7e | Roman Maikin     | Russie    | Russie                      | + 10 s          |
| 8e | Luca Wackermann  | Italie    | Vini Zabù-KTM               | + 10 s          |
| 9e | Fernando Gaviria | Colombie  | UAE Team Emirates           | + 10 s          |
| 10e | Cyril Lemoine    | France    | Cofidis                     | + 10 s          |

### 2eétape
| \| Classement de l'étape \| Classement de l'étape \| Classement de l'étape \| Classement de l'étape \| Classement de l'étape \| \| Coureur \| Coureur \| Pays \| Équipe \| Temps \| \| --------------------- \| --------------------- \| --------------------- \| --------------------------------------- \| --------------------- \| \| 1er \| Fernando Gaviria \| Colombie \| UAE Team Emirates \| 3 h 30 min 06 s \| \| 2e \| Nicolás Naranjo \| Argentine \| Agrupación Virgen de Fátima-SaddleDrunk \| + 0 s \| \| 3e \| Marco Benfatto \| Italie \| Bardiani CSF Faizanè \| + 0 s \| \| 4e \| Piet Allegaert \| Belgique \| Cofidis \| + 0 s \| \| 5e \| Peter Sagan \| Slovaquie \| Bora-Hansgrohe \| + 0 s \| \| 6e \| Travis McCabe \| États-Unis \| Israel Start-Up Nation \| + 0 s \| \| 7e \| Mauro Abel Richeze \| Argentine \| Transporte Puertas de Cuyo \| + 0 s \| \| 8e \| César Martingil \| Portugal \| Atum General-Tavira-Maria Nova Hotel \| + 0 s \| \| 9e \| Bert Van Lerberghe \| Belgique \| Deceuninck-Quick Step \| + 0 s \| \| 10e \| Álvaro Hodeg \| Colombie \| Deceuninck-Quick Step \| + 0 s \| |                    |            |                                         |                 |
| |                    |            |                                         |                 |
| Source : ProCyclingStats |                    |            |                                         |                 |
| Classement de l'étape |                    |            |                                         |                 |
| Coureur | Coureur            | Pays       | Équipe                                  | Temps           |
| 1er | Fernando Gaviria   | Colombie   | UAE Team Emirates                       | 3 h 30 min 06 s |
| 2e | Nicolás Naranjo    | Argentine  | Agrupación Virgen de Fátima-SaddleDrunk | + 0 s           |
| 3e | Marco Benfatto     | Italie     | Bardiani CSF Faizanè                    | + 0 s           |
| 4e | Piet Allegaert     | Belgique   | Cofidis                                 | + 0 s           |
| 5e | Peter Sagan        | Slovaquie  | Bora-Hansgrohe                          | + 0 s           |
| 6e | Travis McCabe      | États-Unis | Israel Start-Up Nation                  | + 0 s           |
| 7e | Mauro Abel Richeze | Argentine  | Transporte Puertas de Cuyo              | + 0 s           |
| 8e | César Martingil    | Portugal   | Atum General-Tavira-Maria Nova Hotel    | + 0 s           |
| 9e | Bert Van Lerberghe | Belgique   | Deceuninck-Quick Step                   | + 0 s           |
| 10e | Álvaro Hodeg       | Colombie   | Deceuninck-Quick Step                   | + 0 s           |

| \| Classement général \| Classement général \| Classement général \| Classement général \| Classement général \| \| Coureur \| Coureur \| Pays \| Équipe \| Temps \| \| ------------------ \| ------------------ \| ------------------ \| --------------------------------------- \| ------------------ \| \| 1er \| Fernando Gaviria \| Colombie \| UAE Team Emirates \| 7 h 15 min 10 s \| \| 2e \| Rudy Barbier \| France \| Israel Start-Up Nation \| + 0 s \| \| 3e \| Manuel Belletti \| Italie \| Androni Giocattoli-Sidermec \| + 4 s \| \| 4e \| Nicolás Naranjo \| Argentine \| Agrupación Virgen de Fátima-SaddleDrunk \| + 4 s \| \| 5e \| Tomás Contte \| Argentine \| Municipalidad de Pocito \| + 6 s \| \| 6e \| Marco Benfatto \| Italie \| Bardiani CSF Faizanè \| + 6 s \| \| 7e \| Christofer Jurado \| Panama \| Panama \| + 9 s \| \| 8e \| Peter Sagan \| Slovaquie \| Bora-Hansgrohe \| + 10 s \| \| 9e \| Álvaro Hodeg \| Colombie \| Deceuninck-Quick Step \| + 10 s \| \| 10e \| Travis McCabe \| États-Unis \| Israel Start-Up Nation \| + 10 s \| |                   |            |                                         |                 |
| |                   |            |                                         |                 |
| Source : ProCyclingStats |                   |            |                                         |                 |
| Classement général |                   |            |                                         |                 |
| Coureur | Coureur           | Pays       | Équipe                                  | Temps           |
| 1er | Fernando Gaviria  | Colombie   | UAE Team Emirates                       | 7 h 15 min 10 s |
| 2e | Rudy Barbier      | France     | Israel Start-Up Nation                  | + 0 s           |
| 3e | Manuel Belletti   | Italie     | Androni Giocattoli-Sidermec             | + 4 s           |
| 4e | Nicolás Naranjo   | Argentine  | Agrupación Virgen de Fátima-SaddleDrunk | + 4 s           |
| 5e | Tomás Contte      | Argentine  | Municipalidad de Pocito                 | + 6 s           |
| 6e | Marco Benfatto    | Italie     | Bardiani CSF Faizanè                    | + 6 s           |
| 7e | Christofer Jurado | Panama     | Panama                                  | + 9 s           |
| 8e | Peter Sagan       | Slovaquie  | Bora-Hansgrohe                          | + 10 s          |
| 9e | Álvaro Hodeg      | Colombie   | Deceuninck-Quick Step                   | + 10 s          |
| 10e | Travis McCabe     | États-Unis | Israel Start-Up Nation                  | + 10 s          |

### 3eétape
| \| Classement de l'étape \| Classement de l'étape \| Classement de l'étape \| Classement de l'étape \| Classement de l'étape \| \| Coureur \| Coureur \| Pays \| Équipe \| Temps \| \| --------------------- \| --------------------- \| --------------------- \| --------------------- \| --------------------- \| \| 1er \| Remco Evenepoel \| Belgique \| Deceuninck-Quick Step \| 19 min 16 s \| \| 2e \| Filippo Ganna \| Italie \| Italie \| + 32 s \| \| 3e \| Óscar Sevilla \| Espagne \| Medellín \| + 1 min 08 s \| \| 4e \| Nélson Oliveira \| Portugal \| Movistar Team \| + 1 min 25 s \| \| 5e \| Brandon McNulty \| États-Unis \| UAE Team Emirates \| + 1 min 26 s \| \| 6e \| Maciej Bodnar \| Pologne \| Bora-Hansgrohe \| + 1 min 27 s \| \| 7e \| Alexander Evtushenko \| Russie \| Russie \| + 1 min 28 s \| \| 8e \| Colin Joyce \| États-Unis \| Rally Cycling \| + 1 min 40 s \| \| 9e \| Matteo Fabbro \| Italie \| Bora-Hansgrohe \| + 1 min 41 s \| \| 10e \| Gavin Mannion \| États-Unis \| Rally Cycling \| + 1 min 43 s \| |                      |            |                       |              |
| |                      |            |                       |              |
| Source : ProCyclingStats |                      |            |                       |              |
| Classement de l'étape |                      |            |                       |              |
| Coureur | Coureur              | Pays       | Équipe                | Temps        |
| 1er | Remco Evenepoel      | Belgique   | Deceuninck-Quick Step | 19 min 16 s  |
| 2e | Filippo Ganna        | Italie     | Italie                | + 32 s       |
| 3e | Óscar Sevilla        | Espagne    | Medellín              | + 1 min 08 s |
| 4e | Nélson Oliveira      | Portugal   | Movistar Team         | + 1 min 25 s |
| 5e | Brandon McNulty      | États-Unis | UAE Team Emirates     | + 1 min 26 s |
| 6e | Maciej Bodnar        | Pologne    | Bora-Hansgrohe        | + 1 min 27 s |
| 7e | Alexander Evtushenko | Russie     | Russie                | + 1 min 28 s |
| 8e | Colin Joyce          | États-Unis | Rally Cycling         | + 1 min 40 s |
| 9e | Matteo Fabbro        | Italie     | Bora-Hansgrohe        | + 1 min 41 s |
| 10e | Gavin Mannion        | États-Unis | Rally Cycling         | + 1 min 43 s |

| \| Classement général \| Classement général \| Classement général \| Classement général \| Classement général \| \| Coureur \| Coureur \| Pays \| Équipe \| Temps \| \| ------------------ \| -------------------- \| ------------------ \| --------------------- \| ------------------ \| \| 1er \| Remco Evenepoel \| Belgique \| Deceuninck-Quick Step \| 7 h 34 min 36 s \| \| 2e \| Filippo Ganna \| Italie \| Italie \| + 32 s \| \| 3e \| Óscar Sevilla \| Espagne \| Medellín \| + 1 min 08 s \| \| 4e \| Nélson Oliveira \| Portugal \| Movistar Team \| + 1 min 25 s \| \| 5e \| Brandon McNulty \| États-Unis \| UAE Team Emirates \| + 1 min 26 s \| \| 6e \| Maciej Bodnar \| Pologne \| Bora-Hansgrohe \| + 1 min 27 s \| \| 7e \| Alexander Evtushenko \| Russie \| Russie \| + 1 min 28 s \| \| 8e \| Colin Joyce \| États-Unis \| Rally Cycling \| + 1 min 40 s \| \| 9e \| Matteo Fabbro \| Italie \| Bora-Hansgrohe \| + 1 min 41 s \| \| 10e \| Gavin Mannion \| États-Unis \| Rally Cycling \| + 1 min 43 s \| |                      |            |                       |                 |
| |                      |            |                       |                 |
| Source : ProCyclingStats |                      |            |                       |                 |
| Classement général |                      |            |                       |                 |
| Coureur | Coureur              | Pays       | Équipe                | Temps           |
| 1er | Remco Evenepoel      | Belgique   | Deceuninck-Quick Step | 7 h 34 min 36 s |
| 2e | Filippo Ganna        | Italie     | Italie                | + 32 s          |
| 3e | Óscar Sevilla        | Espagne    | Medellín              | + 1 min 08 s    |
| 4e | Nélson Oliveira      | Portugal   | Movistar Team         | + 1 min 25 s    |
| 5e | Brandon McNulty      | États-Unis | UAE Team Emirates     | + 1 min 26 s    |
| 6e | Maciej Bodnar        | Pologne    | Bora-Hansgrohe        | + 1 min 27 s    |
| 7e | Alexander Evtushenko | Russie     | Russie                | + 1 min 28 s    |
| 8e | Colin Joyce          | États-Unis | Rally Cycling         | + 1 min 40 s    |
| 9e | Matteo Fabbro        | Italie     | Bora-Hansgrohe        | + 1 min 41 s    |
| 10e | Gavin Mannion        | États-Unis | Rally Cycling         | + 1 min 43 s    |

### 4eétape
| \| Classement de l'étape \| Classement de l'étape \| Classement de l'étape \| Classement de l'étape \| Classement de l'étape \| \| Coureur \| Coureur \| Pays \| Équipe \| Temps \| \| --------------------- \| --------------------- \| --------------------- \| --------------------------------------- \| --------------------- \| \| 1er \| Fernando Gaviria \| Colombie \| UAE Team Emirates \| 2 h 54 min 26 s \| \| 2e \| Rudy Barbier \| France \| Israel Start-Up Nation \| + 0 s \| \| 3e \| Álvaro Hodeg \| Colombie \| Deceuninck-Quick Step \| + 0 s \| \| 4e \| Peter Sagan \| Slovaquie \| Bora-Hansgrohe \| + 0 s \| \| 5e \| Piet Allegaert \| Belgique \| Cofidis \| + 0 s \| \| 6e \| Bert Van Lerberghe \| Belgique \| Deceuninck-Quick Step \| + 0 s \| \| 7e \| Marco Benfatto \| Italie \| Bardiani CSF Faizanè \| + 0 s \| \| 8e \| Manuel Belletti \| Italie \| Androni Giocattoli-Sidermec \| + 0 s \| \| 9e \| Nicolás Naranjo \| Argentine \| Agrupación Virgen de Fátima-SaddleDrunk \| + 0 s \| \| 10e \| Maximiliano Richeze \| Argentine \| UAE Team Emirates \| + 0 s \| |                     |           |                                         |                 |
| |                     |           |                                         |                 |
| Source : ProCyclingStats |                     |           |                                         |                 |
| Classement de l'étape |                     |           |                                         |                 |
| Coureur | Coureur             | Pays      | Équipe                                  | Temps           |
| 1er | Fernando Gaviria    | Colombie  | UAE Team Emirates                       | 2 h 54 min 26 s |
| 2e | Rudy Barbier        | France    | Israel Start-Up Nation                  | + 0 s           |
| 3e | Álvaro Hodeg        | Colombie  | Deceuninck-Quick Step                   | + 0 s           |
| 4e | Peter Sagan         | Slovaquie | Bora-Hansgrohe                          | + 0 s           |
| 5e | Piet Allegaert      | Belgique  | Cofidis                                 | + 0 s           |
| 6e | Bert Van Lerberghe  | Belgique  | Deceuninck-Quick Step                   | + 0 s           |
| 7e | Marco Benfatto      | Italie    | Bardiani CSF Faizanè                    | + 0 s           |
| 8e | Manuel Belletti     | Italie    | Androni Giocattoli-Sidermec             | + 0 s           |
| 9e | Nicolás Naranjo     | Argentine | Agrupación Virgen de Fátima-SaddleDrunk | + 0 s           |
| 10e | Maximiliano Richeze | Argentine | UAE Team Emirates                       | + 0 s           |

| \| Classement général \| Classement général \| Classement général \| Classement général \| Classement général \| \| Coureur \| Coureur \| Pays \| Équipe \| Temps \| \| ------------------ \| -------------------- \| ------------------ \| --------------------- \| ------------------ \| \| 1er \| Remco Evenepoel \| Belgique \| Deceuninck-Quick Step \| 11 h 42 min 28 s \| \| 2e \| Filippo Ganna \| Italie \| Team Ineos \| + 33 s \| \| 3e \| Óscar Sevilla \| Espagne \| Medellín \| + 1 min 09 s \| \| 4e \| Nélson Oliveira \| Portugal \| Movistar Team \| + 1 min 26 s \| \| 5e \| Brandon McNulty \| États-Unis \| UAE Team Emirates \| + 1 min 27 s \| \| 6e \| Maciej Bodnar \| Pologne \| Bora-Hansgrohe \| + 1 min 28 s \| \| 7e \| Alexander Evtushenko \| Russie \| \| + 1 min 29 s \| \| 8e \| Colin Joyce \| États-Unis \| Rally Cycling \| + 1 min 41 s \| \| 9e \| Matteo Fabbro \| Italie \| Bora-Hansgrohe \| + 1 min 42 s \| \| 10e \| Gavin Mannion \| États-Unis \| Rally Cycling \| + 1 min 44 s \| |                      |            |                       |                  |
| |                      |            |                       |                  |
| Source : ProCyclingStats |                      |            |                       |                  |
| Classement général |                      |            |                       |                  |
| Coureur | Coureur              | Pays       | Équipe                | Temps            |
| 1er | Remco Evenepoel      | Belgique   | Deceuninck-Quick Step | 11 h 42 min 28 s |
| 2e | Filippo Ganna        | Italie     | Team Ineos            | + 33 s           |
| 3e | Óscar Sevilla        | Espagne    | Medellín              | + 1 min 09 s     |
| 4e | Nélson Oliveira      | Portugal   | Movistar Team         | + 1 min 26 s     |
| 5e | Brandon McNulty      | États-Unis | UAE Team Emirates     | + 1 min 27 s     |
| 6e | Maciej Bodnar        | Pologne    | Bora-Hansgrohe        | + 1 min 28 s     |
| 7e | Alexander Evtushenko | Russie     |                       | + 1 min 29 s     |
| 8e | Colin Joyce          | États-Unis | Rally Cycling         | + 1 min 41 s     |
| 9e | Matteo Fabbro        | Italie     | Bora-Hansgrohe        | + 1 min 42 s     |
| 10e | Gavin Mannion        | États-Unis | Rally Cycling         | + 1 min 44 s     |

### 5eétape
| \| Classement de l'étape \| Classement de l'étape \| Classement de l'étape \| Classement de l'étape \| Classement de l'étape \| \| Coureur \| Coureur \| Pays \| Équipe \| Temps \| \| --------------------- \| --------------------- \| --------------------- \| --------------------------------------- \| --------------------- \| \| 1er \| Miguel Flórez \| Colombie \| Androni Giocattoli-Sidermec \| 4 h 36 min 23 s \| \| 2e \| Óscar Sevilla \| Espagne \| Medellín \| + 2 s \| \| 3e \| Brandon McNulty \| États-Unis \| UAE Team Emirates \| + 2 s \| \| 4e \| Guillaume Martin \| France \| Cofidis \| + 4 s \| \| 5e \| Remco Evenepoel \| Belgique \| Deceuninck-Quick Step \| + 4 s \| \| 6e \| Filippo Ganna \| Italie \| Italie \| + 4 s \| \| 7e \| Nicolás Paredes \| Colombie \| Medellín \| + 18 s \| \| 8e \| Juan Melivilo \| Argentine \| Municipalidad de Pocito \| + 36 s \| \| 9e \| Nicolás Tivani \| Argentine \| Agrupación Virgen de Fátima-SaddleDrunk \| + 36 s \| \| 10e \| Nélson Oliveira \| Portugal \| Movistar Team \| + 1 min 05 s \| |                  |            |                                         |                 |
| |                  |            |                                         |                 |
| Source : ProCyclingStats |                  |            |                                         |                 |
| Classement de l'étape |                  |            |                                         |                 |
| Coureur | Coureur          | Pays       | Équipe                                  | Temps           |
| 1er | Miguel Flórez    | Colombie   | Androni Giocattoli-Sidermec             | 4 h 36 min 23 s |
| 2e | Óscar Sevilla    | Espagne    | Medellín                                | + 2 s           |
| 3e | Brandon McNulty  | États-Unis | UAE Team Emirates                       | + 2 s           |
| 4e | Guillaume Martin | France     | Cofidis                                 | + 4 s           |
| 5e | Remco Evenepoel  | Belgique   | Deceuninck-Quick Step                   | + 4 s           |
| 6e | Filippo Ganna    | Italie     | Italie                                  | + 4 s           |
| 7e | Nicolás Paredes  | Colombie   | Medellín                                | + 18 s          |
| 8e | Juan Melivilo    | Argentine  | Municipalidad de Pocito                 | + 36 s          |
| 9e | Nicolás Tivani   | Argentine  | Agrupación Virgen de Fátima-SaddleDrunk | + 36 s          |
| 10e | Nélson Oliveira  | Portugal   | Movistar Team                           | + 1 min 05 s    |

| \| Classement général \| Classement général \| Classement général \| Classement général \| Classement général \| \| Coureur \| Coureur \| Pays \| Équipe \| Temps \| \| ------------------ \| ------------------ \| ------------------ \| ------------------------------------------- \| ------------------ \| \| 1er \| Remco Evenepoel \| Belgique \| Deceuninck-Quick Step \| 16 h 19 min 05 s \| \| 2e \| Filippo Ganna \| Italie \| Italie \| + 33 s \| \| 3e \| Óscar Sevilla \| Espagne \| Medellín \| + 1 min 01 s \| \| 4e \| Brandon McNulty \| États-Unis \| UAE Team Emirates \| + 1 min 21 s \| \| 5e \| Miguel Flórez \| Colombie \| Androni Giocattoli-Sidermec \| + 2 min 11 s \| \| 6e \| Nélson Oliveira \| Portugal \| Movistar Team \| + 2 min 27 s \| \| 7e \| Guillaume Martin \| France \| Cofidis \| + 2 min 28 s \| \| 8e \| Nicolás Paredes \| Colombie \| Medellín \| + 2 min 36 s \| \| 9e \| Gavin Mannion \| États-Unis \| Rally Cycling \| + 2 min 53 s \| \| 10e \| Juan Pablo Dotti \| Argentine \| Sindicato de Empleados Públicos de San Juan \| + 3 min 05 s \| |                  |            |                                             |                  |
| |                  |            |                                             |                  |
| Source : ProCyclingStats |                  |            |                                             |                  |
| Classement général |                  |            |                                             |                  |
| Coureur | Coureur          | Pays       | Équipe                                      | Temps            |
| 1er | Remco Evenepoel  | Belgique   | Deceuninck-Quick Step                       | 16 h 19 min 05 s |
| 2e | Filippo Ganna    | Italie     | Italie                                      | + 33 s           |
| 3e | Óscar Sevilla    | Espagne    | Medellín                                    | + 1 min 01 s     |
| 4e | Brandon McNulty  | États-Unis | UAE Team Emirates                           | + 1 min 21 s     |
| 5e | Miguel Flórez    | Colombie   | Androni Giocattoli-Sidermec                 | + 2 min 11 s     |
| 6e | Nélson Oliveira  | Portugal   | Movistar Team                               | + 2 min 27 s     |
| 7e | Guillaume Martin | France     | Cofidis                                     | + 2 min 28 s     |
| 8e | Nicolás Paredes  | Colombie   | Medellín                                    | + 2 min 36 s     |
| 9e | Gavin Mannion    | États-Unis | Rally Cycling                               | + 2 min 53 s     |
| 10e | Juan Pablo Dotti | Argentine  | Sindicato de Empleados Públicos de San Juan | + 3 min 05 s     |

### 6eétape
| \| Classement de l'étape \| Classement de l'étape \| Classement de l'étape \| Classement de l'étape \| Classement de l'étape \| \| Coureur \| Coureur \| Pays \| Équipe \| Temps \| \| --------------------- \| --------------------- \| --------------------- \| ---------------------------------------- \| --------------------- \| \| 1er \| Zdeněk Štybar \| Tchéquie \| Deceuninck-Quick Step \| 3 h 56 min 51 s \| \| 2e \| Sebastián Molano \| Colombie \| UAE Team Emirates \| + 0 s \| \| 3e \| Rudy Barbier \| France \| Israel Start-Up Nation \| + 0 s \| \| 4e \| Manuel Belletti \| Italie \| Androni Giocattoli-Sidermec \| + 0 s \| \| 5e \| Daniel Oss \| Italie \| Bora-Hansgrohe \| + 0 s \| \| 6e \| Peter Sagan \| Slovaquie \| Bora-Hansgrohe \| + 0 s \| \| 7e \| Álvaro Hodeg \| Colombie \| Deceuninck-Quick Step \| + 0 s \| \| 8e \| Nicolás Naranjo \| Argentine \| Agrupación Virgen de Fátima-SaddleDrunk \| + 0 s \| \| 9e \| Nelson Soto \| Colombie \| Colombia Tierra de Atletas-GW Bicicletas \| + 0 s \| \| 10e \| Colin Joyce \| États-Unis \| Rally Cycling \| + 0 s \| |                  |            |                                          |                 |
| |                  |            |                                          |                 |
| Source : ProCyclingStats |                  |            |                                          |                 |
| Classement de l'étape |                  |            |                                          |                 |
| Coureur | Coureur          | Pays       | Équipe                                   | Temps           |
| 1er | Zdeněk Štybar    | Tchéquie   | Deceuninck-Quick Step                    | 3 h 56 min 51 s |
| 2e | Sebastián Molano | Colombie   | UAE Team Emirates                        | + 0 s           |
| 3e | Rudy Barbier     | France     | Israel Start-Up Nation                   | + 0 s           |
| 4e | Manuel Belletti  | Italie     | Androni Giocattoli-Sidermec              | + 0 s           |
| 5e | Daniel Oss       | Italie     | Bora-Hansgrohe                           | + 0 s           |
| 6e | Peter Sagan      | Slovaquie  | Bora-Hansgrohe                           | + 0 s           |
| 7e | Álvaro Hodeg     | Colombie   | Deceuninck-Quick Step                    | + 0 s           |
| 8e | Nicolás Naranjo  | Argentine  | Agrupación Virgen de Fátima-SaddleDrunk  | + 0 s           |
| 9e | Nelson Soto      | Colombie   | Colombia Tierra de Atletas-GW Bicicletas | + 0 s           |
| 10e | Colin Joyce      | États-Unis | Rally Cycling                            | + 0 s           |

| \| Classement général \| Classement général \| Classement général \| Classement général \| Classement général \| \| Coureur \| Coureur \| Pays \| Équipe \| Temps \| \| ------------------ \| ------------------ \| ------------------ \| ------------------------------------------- \| ------------------ \| \| 1er \| Remco Evenepoel \| Belgique \| Deceuninck-Quick Step \| 20 h 15 min 56 s \| \| 2e \| Filippo Ganna \| Italie \| Italie \| + 33 s \| \| 3e \| Óscar Sevilla \| Espagne \| Medellín \| + 1 min 01 s \| \| 4e \| Brandon McNulty \| États-Unis \| UAE Team Emirates \| + 1 min 21 s \| \| 5e \| Miguel Flórez \| Colombie \| Androni Giocattoli-Sidermec \| + 2 min 11 s \| \| 6e \| Nélson Oliveira \| Portugal \| Movistar Team \| + 2 min 27 s \| \| 7e \| Guillaume Martin \| France \| Cofidis \| + 2 min 28 s \| \| 8e \| Nicolás Paredes \| Colombie \| Medellín \| + 2 min 36 s \| \| 9e \| Gavin Mannion \| États-Unis \| Rally Cycling \| + 2 min 53 s \| \| 10e \| Juan Pablo Dotti \| Argentine \| Sindicato de Empleados Públicos de San Juan \| + 3 min 05 s \| |                  |            |                                             |                  |
| |                  |            |                                             |                  |
| Source : ProCyclingStats |                  |            |                                             |                  |
| Classement général |                  |            |                                             |                  |
| Coureur | Coureur          | Pays       | Équipe                                      | Temps            |
| 1er | Remco Evenepoel  | Belgique   | Deceuninck-Quick Step                       | 20 h 15 min 56 s |
| 2e | Filippo Ganna    | Italie     | Italie                                      | + 33 s           |
| 3e | Óscar Sevilla    | Espagne    | Medellín                                    | + 1 min 01 s     |
| 4e | Brandon McNulty  | États-Unis | UAE Team Emirates                           | + 1 min 21 s     |
| 5e | Miguel Flórez    | Colombie   | Androni Giocattoli-Sidermec                 | + 2 min 11 s     |
| 6e | Nélson Oliveira  | Portugal   | Movistar Team                               | + 2 min 27 s     |
| 7e | Guillaume Martin | France     | Cofidis                                     | + 2 min 28 s     |
| 8e | Nicolás Paredes  | Colombie   | Medellín                                    | + 2 min 36 s     |
| 9e | Gavin Mannion    | États-Unis | Rally Cycling                               | + 2 min 53 s     |
| 10e | Juan Pablo Dotti | Argentine  | Sindicato de Empleados Públicos de San Juan | + 3 min 05 s     |

### 7eétape
| \| Classement de l'étape \| Classement de l'étape \| Classement de l'étape \| Classement de l'étape \| Classement de l'étape \| \| Coureur \| Coureur \| Pays \| Équipe \| Temps \| \| --------------------- \| --------------------- \| --------------------- \| ---------------------------------------- \| --------------------- \| \| 1er \| Fernando Gaviria \| Colombie \| UAE Team Emirates \| 2 h 58 min 03 s \| \| 2e \| Peter Sagan \| Slovaquie \| Bora-Hansgrohe \| + 0 s \| \| 3e \| Álvaro Hodeg \| Colombie \| Deceuninck-Quick Step \| + 0 s \| \| 4e \| Manuel Belletti \| Italie \| Androni Giocattoli-Sidermec \| + 0 s \| \| 5e \| Hugo Hofstetter \| France \| Israel Start-Up Nation \| + 0 s \| \| 6e \| Rudy Barbier \| France \| Israel Start-Up Nation \| + 0 s \| \| 7e \| Davide Appollonio \| Italie \| Amore & Vita-Prodir \| + 0 s \| \| 8e \| Sebastián Mora \| Espagne \| Movistar Team \| + 0 s \| \| 9e \| Nelson Soto \| Colombie \| Colombia Tierra de Atletas-GW Bicicletas \| + 0 s \| \| 10e \| Marco Benfatto \| Italie \| Bardiani CSF Faizanè \| + 0 s \| |                   |           |                                          |                 |
| |                   |           |                                          |                 |
| Source : ProCyclingStats |                   |           |                                          |                 |
| Classement de l'étape |                   |           |                                          |                 |
| Coureur | Coureur           | Pays      | Équipe                                   | Temps           |
| 1er | Fernando Gaviria  | Colombie  | UAE Team Emirates                        | 2 h 58 min 03 s |
| 2e | Peter Sagan       | Slovaquie | Bora-Hansgrohe                           | + 0 s           |
| 3e | Álvaro Hodeg      | Colombie  | Deceuninck-Quick Step                    | + 0 s           |
| 4e | Manuel Belletti   | Italie    | Androni Giocattoli-Sidermec              | + 0 s           |
| 5e | Hugo Hofstetter   | France    | Israel Start-Up Nation                   | + 0 s           |
| 6e | Rudy Barbier      | France    | Israel Start-Up Nation                   | + 0 s           |
| 7e | Davide Appollonio | Italie    | Amore & Vita-Prodir                      | + 0 s           |
| 8e | Sebastián Mora    | Espagne   | Movistar Team                            | + 0 s           |
| 9e | Nelson Soto       | Colombie  | Colombia Tierra de Atletas-GW Bicicletas | + 0 s           |
| 10e | Marco Benfatto    | Italie    | Bardiani CSF Faizanè                     | + 0 s           |

## Classements finals

### Classement général
| \| Classement général \| Classement général \| Classement général \| Classement général \| Classement général \| \| Coureur \| Coureur \| Pays \| Équipe \| Temps \| \| ------------------ \| ------------------ \| ------------------ \| ------------------------------------------- \| ------------------ \| \| 1er \| Remco Evenepoel \| Belgique \| Deceuninck-Quick Step \| 23 h 13 min 59 s \| \| 2e \| Filippo Ganna \| Italie \| Italie \| + 33 s \| \| 3e \| Óscar Sevilla \| Espagne \| Medellín \| + 1 min 01 s \| \| 4e \| Brandon McNulty \| États-Unis \| UAE Team Emirates \| + 1 min 21 s \| \| 5e \| Miguel Flórez \| Colombie \| Androni Giocattoli-Sidermec \| + 2 min 11 s \| \| 6e \| Nélson Oliveira \| Portugal \| Movistar Team \| + 2 min 27 s \| \| 7e \| Guillaume Martin \| France \| Cofidis \| + 2 min 28 s \| \| 8e \| Nicolás Paredes \| Colombie \| Medellín \| + 2 min 36 s \| \| 9e \| Gavin Mannion \| États-Unis \| Rally Cycling \| + 2 min 53 s \| \| 10e \| Juan Pablo Dotti \| Argentine \| Sindicato de Empleados Públicos de San Juan \| + 3 min 05 s \| \| 11e \| Nicolás Tivani \| Argentine \| Agrupación Virgen de Fátima-SaddleDrunk \| + 3 min 14 s \| \| 12e \| Juan Melivilo \| Argentine \| Municipalidad de Pocito \| + 3 min 27 s \| \| 13e \| Paweł Poljański \| Pologne \| Bora-Hansgrohe \| + 3 min 41 s \| \| 14e \| Matteo Fabbro \| Italie \| Bora-Hansgrohe \| + 4 min 00 s \| \| 15e \| Simon Pellaud \| Suisse \| Androni Giocattoli-Sidermec \| + 4 min 24 s \| |                  |            |                                             |                  |
| |                  |            |                                             |                  |
| Source : ProCyclingStats |                  |            |                                             |                  |
| Classement général |                  |            |                                             |                  |
| Coureur | Coureur          | Pays       | Équipe                                      | Temps            |
| 1er | Remco Evenepoel  | Belgique   | Deceuninck-Quick Step                       | 23 h 13 min 59 s |
| 2e | Filippo Ganna    | Italie     | Italie                                      | + 33 s           |
| 3e | Óscar Sevilla    | Espagne    | Medellín                                    | + 1 min 01 s     |
| 4e | Brandon McNulty  | États-Unis | UAE Team Emirates                           | + 1 min 21 s     |
| 5e | Miguel Flórez    | Colombie   | Androni Giocattoli-Sidermec                 | + 2 min 11 s     |
| 6e | Nélson Oliveira  | Portugal   | Movistar Team                               | + 2 min 27 s     |
| 7e | Guillaume Martin | France     | Cofidis                                     | + 2 min 28 s     |
| 8e | Nicolás Paredes  | Colombie   | Medellín                                    | + 2 min 36 s     |
| 9e | Gavin Mannion    | États-Unis | Rally Cycling                               | + 2 min 53 s     |
| 10e | Juan Pablo Dotti | Argentine  | Sindicato de Empleados Públicos de San Juan | + 3 min 05 s     |
| 11e | Nicolás Tivani   | Argentine  | Agrupación Virgen de Fátima-SaddleDrunk     | + 3 min 14 s     |
| 12e | Juan Melivilo    | Argentine  | Municipalidad de Pocito                     | + 3 min 27 s     |
| 13e | Paweł Poljański  | Pologne    | Bora-Hansgrohe                              | + 3 min 41 s     |
| 14e | Matteo Fabbro    | Italie     | Bora-Hansgrohe                              | + 4 min 00 s     |
| 15e | Simon Pellaud    | Suisse     | Androni Giocattoli-Sidermec                 | + 4 min 24 s     |

### Classements annexes
| Classement de la montagne | Classement de la montagne | Classement de la montagne | Classement de la montagne                | Classement de la montagne |
| Coureur                   | Coureur                   | Pays                      | Équipe                                   | Points                    |
| ------------------------- | ------------------------- | ------------------------- | ---------------------------------------- | ------------------------- |
| 1er                       | Guillaume Martin          | France                    | Cofidis                                  | 22 pts                    |
| 2e                        | Nicolás Paredes           | Colombie                  | Medellín                                 | 20 pts                    |
| 3e                        | Mattia Bais               | Italie                    | Androni Giocattoli-Sidermec              | 17 pts                    |
| 4e                        | Gerardo Atencio           | Argentine                 | Municipalidad de Pocito                  | 14 pts                    |
| 5e                        | Brandon McNulty           | États-Unis                | UAE Team Emirates                        | 13 pts                    |
| 6e                        | Remco Evenepoel           | Belgique                  | Deceuninck-Quick Step                    | 12 pts                    |
| 7e                        | Óscar Sevilla             | Espagne                   | Medellín                                 | 11 pts                    |
| 8e                        | Nelson Soto               | Colombie                  | Colombia Tierra de Atletas-GW Bicicletas | 11 pts                    |
| 9e                        | Miguel Flórez             | Colombie                  | Androni Giocattoli-Sidermec              | 10 pts                    |
| 10e                       | Francisco Montes          | Argentine                 | Transporte Puertas de Cuyo               | 6 pts                     |

| Classement de la montagne | Classement de la montagne | Classement de la montagne | Classement de la montagne                | Classement de la montagne |
| Coureur                   | Coureur                   | Pays                      | Équipe                                   | Points                    |
| ------------------------- | ------------------------- | ------------------------- | ---------------------------------------- | ------------------------- |
| 1er                       | Guillaume Martin          | France                    | Cofidis                                  | 22 pts                    |
| 2e                        | Nicolás Paredes           | Colombie                  | Medellín                                 | 20 pts                    |
| 3e                        | Mattia Bais               | Italie                    | Androni Giocattoli-Sidermec              | 17 pts                    |
| 4e                        | Gerardo Atencio           | Argentine                 | Municipalidad de Pocito                  | 14 pts                    |
| 5e                        | Brandon McNulty           | États-Unis                | UAE Team Emirates                        | 13 pts                    |
| 6e                        | Remco Evenepoel           | Belgique                  | Deceuninck-Quick Step                    | 12 pts                    |
| 7e                        | Óscar Sevilla             | Espagne                   | Medellín                                 | 11 pts                    |
| 8e                        | Nelson Soto               | Colombie                  | Colombia Tierra de Atletas-GW Bicicletas | 11 pts                    |
| 9e                        | Miguel Flórez             | Colombie                  | Androni Giocattoli-Sidermec              | 10 pts                    |
| 10e                       | Francisco Montes          | Argentine                 | Transporte Puertas de Cuyo               | 6 pts                     |

| Classement du meilleur jeune | Classement du meilleur jeune | Classement du meilleur jeune | Classement du meilleur jeune             | Classement du meilleur jeune |
| Coureur                      | Coureur                      | Pays                         | Équipe                                   | Temps                        |
| ---------------------------- | ---------------------------- | ---------------------------- | ---------------------------------------- | ---------------------------- |
| 1er                          | Remco Evenepoel              | Belgique                     | Deceuninck-Quick Step                    | 23 h 13 min 59 s             |
| 2e                           | Brandon McNulty              | États-Unis                   | UAE Team Emirates                        | + 1 min 21 s                 |
| 3e                           | Diego Camargo                | Colombie                     | Colombia Tierra de Atletas-GW Bicicletas | + 4 min 53 s                 |
| 4e                           | Iñigo Elosegui               | Espagne                      | Movistar Team                            | + 4 min 56 s                 |
| 5e                           | Vinicius Rangel              | Brésil                       | Brésil                                   | + 5 min 45 s                 |
| 6e                           | Yeisson Casallas             | Colombie                     | Colombia Tierra de Atletas-GW Bicicletas | + 7 min 42 s                 |
| 7e                           | Nehuén Bazán                 | Argentine                    | Argentine                                | + 8 min 31 s                 |
| 8e                           | Leonardo Finkler             | Brésil                       | Brésil                                   | + 11 min 50 s                |
| 9e                           | Tomás Contte                 | Argentine                    | Municipalidad de Pocito                  | + 25 min 08 s                |
| 10e                          | Renzo Obando                 | Argentine                    | Argentine                                | + 29 min 38 s                |

| Classement du meilleur jeune | Classement du meilleur jeune | Classement du meilleur jeune | Classement du meilleur jeune             | Classement du meilleur jeune |
| Coureur                      | Coureur                      | Pays                         | Équipe                                   | Temps                        |
| ---------------------------- | ---------------------------- | ---------------------------- | ---------------------------------------- | ---------------------------- |
| 1er                          | Remco Evenepoel              | Belgique                     | Deceuninck-Quick Step                    | 23 h 13 min 59 s             |
| 2e                           | Brandon McNulty              | États-Unis                   | UAE Team Emirates                        | + 1 min 21 s                 |
| 3e                           | Diego Camargo                | Colombie                     | Colombia Tierra de Atletas-GW Bicicletas | + 4 min 53 s                 |
| 4e                           | Iñigo Elosegui               | Espagne                      | Movistar Team                            | + 4 min 56 s                 |
| 5e                           | Vinicius Rangel              | Brésil                       | Brésil                                   | + 5 min 45 s                 |
| 6e                           | Yeisson Casallas             | Colombie                     | Colombia Tierra de Atletas-GW Bicicletas | + 7 min 42 s                 |
| 7e                           | Nehuén Bazán                 | Argentine                    | Argentine                                | + 8 min 31 s                 |
| 8e                           | Leonardo Finkler             | Brésil                       | Brésil                                   | + 11 min 50 s                |
| 9e                           | Tomás Contte                 | Argentine                    | Municipalidad de Pocito                  | + 25 min 08 s                |
| 10e                          | Renzo Obando                 | Argentine                    | Argentine                                | + 29 min 38 s                |

| Classement des sprints | Classement des sprints | Classement des sprints | Classement des sprints                  | Classement des sprints |
| Coureur                | Coureur                | Pays                   | Équipe                                  | Points                 |
| ---------------------- | ---------------------- | ---------------------- | --------------------------------------- | ---------------------- |
| 1er                    | Daniel Juárez          | Argentine              | Agrupación Virgen de Fátima-SaddleDrunk | 17 pts                 |
| 2e                     | Francisco Montes       | Argentine              | Argentine                               | 9 pts                  |
| 3e                     | Juan Curuchet          | Argentine              | Argentine                               | 6 pts                  |
| 4e                     | Agustín Fraysse        | Argentine              | Argentine                               | 6 pts                  |
| 5e                     | Christofer Jurado      | Panama                 | Panama                                  | 4 pts                  |
| 6e                     | Emiliano Contreras     | Argentine              | Transporte Puertas de Cuyo              | 4 pts                  |
| 7e                     | Leonardo Rodríguez     | Argentine              | Municipalidad de Rawson                 | 4 pts                  |
| 8e                     | Zdeněk Štybar          | Tchéquie               | Deceuninck-Quick Step                   | 3 pts                  |
| 9e                     | Robin Carpenter        | États-Unis             | Rally Cycling                           | 3 pts                  |
| 10e                    | Maximiliano Richeze    | Argentine              | UAE Team Emirates                       | 2 pts                  |

| Classement des sprints | Classement des sprints | Classement des sprints | Classement des sprints                  | Classement des sprints |
| Coureur                | Coureur                | Pays                   | Équipe                                  | Points                 |
| ---------------------- | ---------------------- | ---------------------- | --------------------------------------- | ---------------------- |
| 1er                    | Daniel Juárez          | Argentine              | Agrupación Virgen de Fátima-SaddleDrunk | 17 pts                 |
| 2e                     | Francisco Montes       | Argentine              | Argentine                               | 9 pts                  |
| 3e                     | Juan Curuchet          | Argentine              | Argentine                               | 6 pts                  |
| 4e                     | Agustín Fraysse        | Argentine              | Argentine                               | 6 pts                  |
| 5e                     | Christofer Jurado      | Panama                 | Panama                                  | 4 pts                  |
| 6e                     | Emiliano Contreras     | Argentine              | Transporte Puertas de Cuyo              | 4 pts                  |
| 7e                     | Leonardo Rodríguez     | Argentine              | Municipalidad de Rawson                 | 4 pts                  |
| 8e                     | Zdeněk Štybar          | Tchéquie               | Deceuninck-Quick Step                   | 3 pts                  |
| 9e                     | Robin Carpenter        | États-Unis             | Rally Cycling                           | 3 pts                  |
| 10e                    | Maximiliano Richeze    | Argentine              | UAE Team Emirates                       | 2 pts                  |

| Classement par équipes | Classement par équipes                   | Classement par équipes | Classement par équipes |
| Équipe                 | Équipe                                   | Pays                   | Temps                  |
| ---------------------- | ---------------------------------------- | ---------------------- | ---------------------- |
| 1re                    | Movistar Team                            | Espagne                | 69 h 54 min 14 s       |
| 2e                     | Medellín                                 | Colombie               | + 50 s                 |
| 3e                     | Cofidis                                  | France                 | + 1 min 17 s           |
| 4e                     | Androni Giocattoli-Sidermec              | Italie                 | + 3 min 38 s           |
| 5e                     | Bora-Hansgrohe                           | Allemagne              | + 4 min 01 s           |
| 6e                     | Colombia Tierra de Atletas-GW Bicicletas | Colombie               | + 4 min 10 s           |
| 7e                     | Venezuela                                | Venezuela              | + 6 min 09 s           |
| 8e                     | Municipalidad de Pocito                  | Argentine              | + 7 min 15 s           |
| 9e                     | Rally Cycling                            | États-Unis             | + 7 min 35 s           |
| 10e                    | Agrupación Virgen de Fátima-SaddleDrunk  | Argentine              | + 12 min 20 s          |

| Classement par équipes | Classement par équipes                   | Classement par équipes | Classement par équipes |
| Équipe                 | Équipe                                   | Pays                   | Temps                  |
| ---------------------- | ---------------------------------------- | ---------------------- | ---------------------- |
| 1re                    | Movistar Team                            | Espagne                | 69 h 54 min 14 s       |
| 2e                     | Medellín                                 | Colombie               | + 50 s                 |
| 3e                     | Cofidis                                  | France                 | + 1 min 17 s           |
| 4e                     | Androni Giocattoli-Sidermec              | Italie                 | + 3 min 38 s           |
| 5e                     | Bora-Hansgrohe                           | Allemagne              | + 4 min 01 s           |
| 6e                     | Colombia Tierra de Atletas-GW Bicicletas | Colombie               | + 4 min 10 s           |
| 7e                     | Venezuela                                | Venezuela              | + 6 min 09 s           |
| 8e                     | Municipalidad de Pocito                  | Argentine              | + 7 min 15 s           |
| 9e                     | Rally Cycling                            | États-Unis             | + 7 min 35 s           |
| 10e                    | Agrupación Virgen de Fátima-SaddleDrunk  | Argentine              | + 12 min 20 s          |

## Classements UCI
La course attribue des points au Classement mondial UCI selon le barème suivant :
| Position           | 1er | 2e | 3e | 4e | 5e | 6e | 7e | 8e | 9e | 10e | 11e | 12e | 13e à 15e | 16e à 25e |
| Classement général | 125 | 85 | 70 | 60 | 50 | 40 | 35 | 30 | 25 | 20  | 15  | 10  | 5         | 3         |
| Par étapes         | 14  | 5  | 3  |    |    |    |    |    |    |     |     |     |           |           |
| Leader             | 3   |    |    |    |    |    |    |    |    |     |     |     |           |           |

| Top 10 des coureurs ayant cumulés le plus de points | Top 10 des coureurs ayant cumulés le plus de points | Top 10 des coureurs ayant cumulés le plus de points | Top 10 des coureurs ayant cumulés le plus de points | Top 10 des coureurs ayant cumulés le plus de points | Top 10 des coureurs ayant cumulés le plus de points | Top 10 des coureurs ayant cumulés le plus de points |
| Pos                                                 | Coureur                                             | Équipe                                              | Général                                             | Étape                                               | Leader                                              | Total                                               |
| --------------------------------------------------- | --------------------------------------------------- | --------------------------------------------------- | --------------------------------------------------- | --------------------------------------------------- | --------------------------------------------------- | --------------------------------------------------- |
| 1                                                   | Remco Evenepoel                                     | Deceuninck-Quick Step                               | 200                                                 | 20                                                  | 20                                                  | 240                                                 |
| 2                                                   | Filippo Ganna                                       | Italie                                              | 150                                                 | 10                                                  | -                                                   | 160                                                 |
| 3                                                   | Óscar Sevilla                                       | Medellín                                            | 125                                                 | 15                                                  | -                                                   | 140                                                 |
| 4                                                   | Brandon McNulty                                     | UAE Team Emirates                                   | 100                                                 | 5                                                   | -                                                   | 105                                                 |
| 5                                                   | Miguel Flórez López                                 | Androni Giocattoli-Sidermec                         | 85                                                  | 20                                                  | -                                                   | 105                                                 |
| 6                                                   | Nélson Oliveira                                     | Movistar Team                                       | 70                                                  | -                                                   | -                                                   | 70                                                  |
| 7                                                   | Fernando Gaviria                                    | UAE Team Emirates                                   | -                                                   | 60                                                  | 5                                                   | 65                                                  |
| 8                                                   | Guillaume Martin                                    | Cofidis                                             | 60                                                  | -                                                   | -                                                   | 60                                                  |
| 9                                                   | Nicolás Paredes                                     | Medellín                                            | 50                                                  | -                                                   | -                                                   | 50                                                  |
| 10                                                  | Gavin Mannion                                       | Rally Cycling                                       | 40                                                  | -                                                   | -                                                   | 40                                                  |

## Évolution des classements
| Étape              | Vainqueur          | Classement général | Classement de la montagne | Classement des sprints | Classement du meilleur jeune | Classement par équipes |
| ------------------ | ------------------ | ------------------ | ------------------------- | ---------------------- | ---------------------------- | ---------------------- |
| 1                  | Rudy Barbier       | Rudy Barbier       | Nicolás Paredes           | Daniel Juárez          | Tomás Contte                 | Israel Start-Up Nation |
| 2                  | Fernando Gaviria   | Fernando Gaviria   | Nicolás Paredes           | Daniel Juárez          | Tomás Contte                 | Israel Start-Up Nation |
| 3                  | Remco Evenepoel    | Remco Evenepoel    | Nicolás Paredes           | Daniel Juárez          | Remco Evenepoel              | Deceuninck-Quick Step  |
| 4                  | Fernando Gaviria   | Remco Evenepoel    | Nicolás Paredes           | Daniel Juárez          | Remco Evenepoel              | Deceuninck-Quick Step  |
| 5                  | Miguel Flórez      | Remco Evenepoel    | Guillaume Martin          | Daniel Juárez          | Remco Evenepoel              | Movistar               |
| 6                  | Zdeněk Štybar      | Remco Evenepoel    | Guillaume Martin          | Daniel Juárez          | Remco Evenepoel              | Movistar               |
| 7                  | Fernando Gaviria   | Remco Evenepoel    | Guillaume Martin          | Daniel Juárez          | Remco Evenepoel              | Movistar               |
| Classements finals | Classements finals | Remco Evenepoel    | Guillaume Martin          | Daniel Juárez          | Remco Evenepoel              | Movistar               |